# Гојазност
Гојазност (лат. obesitas), или колоквијално дебелост, је хронична болест (болесно стање), која се испољава прекомерним накупљањем масти у организму и повећањем телесне масе. Свако повећање телесне масе за 10% и више од идеалне означава се као гојазност. Особе се сматрају гојазнима када њихов индекс телесне масе (енгл. body mass index, BMI), мера која се добија када се телесна маса особе у килограмима подели квадратом висине те особе у метрима, прекорачи 30 kg/m2, док се особе у опсегу 25—30 kg/m2 дефинишу као претешке. Неке источноазијске земље користе ниже вредности. Епидемија овог обољења је широм света у сталном порасту, па се гојазност сврстава међу водеће болести савремене цивилизације. Она доводи до бројних и тешких компликација на многим органима и органским системима, делујући истовремено на два поља. Осим што спада у главне факторе ризика за настанак широке лепезе кардиоваскуларних обољења, она делује и индиректно (агравирајућим ефектом) узрокујући друге болести. На тај начин, гојазност поред очигледних естетских, може да створи и озбиљне здравствене проблеме и да тако утиче на квалитет живота. Гојазност повећава вероватноћу појаве разних обољења, нарочито срчаних обољења, дијабетеса типа 2, опструктивне апнеје током сна, одређених врста рака, артрозе и астме.
Гојазност је најчешће узрокована комбинацијом прекомерног уноса енергетски хранљивих материја, недостатка физичке активности и генетске осетљивости, мада су на неке случајеве утицали првенствено гени, поремећаји ендокриног система, лекови или психијатријска болест. Докази који подржавају став да неке гојазне особе једу мало, а ипак добијају на маси услед слабог метаболизма су ограничени; у просеку, гојазне особе имају већи утрошак енергије у поређењу са негојазним особама због тога што је више енергије неопходно да би се одржавала повећана телесна маса.
Гојазност се углавном може спречити комбинацијом друштвених промена и личних избора. Контролисана исхрана и физичка активност су главни аспекти лечења гојазности. Квалитет исхране се може унапредити смањивањем конзумације хране богате енергијом, као што је она са високим садржајем масти и шећера, као и повећањем конзумације дијететских влакана. Медицински препарати против гојазности се уз одговарајућу исхрану могу узимати ради смањења апетита или спречавања апсорпције масти. Ако контролисана исхрана, вежба и медицински препарати нису ефикасни, желудачни балон може помоћи код смањења масе или се може обавити операција ради смањења запремине желуца и/или дужине црева, што доводи до бржег засићења и смањене могућности апсорпције хранљивих материја из хране.
Гојазност је водећи узрок смрти који се може спречити широм света, са све већом распрострањеношћу код одраслих и деце, а надлежни је сматрају једном од најозбиљнијих проблема здравства у 21. веку. Године 2015, 600 милиона одраслих (12%) и 100 милиона деце су били гојазни у 195 земаља. Гојазне особе се често осећају дискриминисано у већем делу модерног света (нарочито на Западу), иако је током историје гојазност нашироко била сматрана симболом богатства и плодности, што и данас јесте случај у неким деловима света. Гојазност се подједнако често јавља у свим животним добима. У дечјем узрасту она је подједнако честа код дечака и девојчица, а после пубертета је чешћа код жена него код мушкараца. Године 2013, Америчка медицинска асоцијација је класификовала гојазност као болест. Човек са највећом масом је био Американац Џон Брауер Миноч (1941—1983), који се уписао у Гинисову књигу рекорда 1978. године са 635 килограма.

## Типови гојазности
Подела гојазности се може извршити на основу више критеријума.
Према распореду масног ткива, два основна типа гојазности су: гиноидни или женски (облик крушке) и андроидни или мушки (облик јабуке). Код гиноидног типа гојазности вишак масног ткива се нагомилава поткожно у доњим деловима тела, око карлице и на бутинама. Код ових особа је уочена већа склоност ка појави механичких компликација у виду отежаног кретања, инсуфицијенције периферне венске циркулације и респираторне инсуфицијенције. Овај тип гојазности може бити присутан код оба пола. Код андроидног типа (централни или висцерални тип) масно ткиво се нагомилава у пределу рамена, грудног коша и абдомена. Овај тип гојазности носи повећан ризик од кардиоваскуларних и метаболичких компликација, као и неких облика карцинома.
У односу на хистолошке карактеристике масног ткива постоји подела на: хиперпластичну и хипертрофичну гојазност. У првом случају се повећава број адипоцита (што је карактеристично за млађе животно доба), а у другом случају њихова запремина.
Гојазност се може поделити и према животном добу настанка, према етиопатогенетским механизмима итд.
Гојазност је болест која се испољава прекомерним накупљањем масти до мере у којој може имати нежељене ефекте на здравље. Одређује се помоћу индекса телесне масе (енгл. body mass index, BMI), а дистрибуција масти се даље процењује уз помоћ односа обима кука и струка и укупних кардиоваскуларних фактора ризика. Индекс телесне масе је блиско повезан и са процентом масти у телу и укупном количином масти у телу.
Код деце, здрава маса варира у зависности од старости и пола. Гојазност код деце и адолесцената није дефинисана апсолутним бројем, већ у односу на историјску нормалну групу, тако да гојазност представља индекс телесне масе већи од 95.% перцентила. Референтни подаци на којима су ови перцентили засновани потичу из периода између 1963. и 1994. године, и стога на њих није утицало недавно повећање масе.

### Процена телесне масе и мерење гојазности
Постоји више начина за израчунавање оптималне телесне масе и процену гојазности. Препорука Светске здравствене организације је да се процена степена ухрањености израчунава применом индекса телесне масе (енгл. body mass index). То је математичка формула која корелише са телесним мастима код одраслих особа и представља однос телесне масе изражене у килограмима и квадрата телесне висине изражене у метрима: {\displaystyle \mathrm {BMI} ={\frac {m}{h^{2}}}}
Најчешће коришћене дефиниције, које је успоставила Светска здравствена организација (СЗО) 1997. године, а објавила 2000. године, нуди вредности приказане у следећој табели.
|         | Степен ухрањености    | Ризик за обољевање | Ризик за обољевање на основу и коморбидитета* |
| <18.5   | Слаба ухрањеност      | Минималан          | Низак                                         |
| 18.5-25 | Нормална ухрањеност   | Низак              | Умерен                                        |
| 25-30   | Прекомерна ухрањеност | Умерен             | Висок                                         |
| 30-35   | Гојазност степена     | Висок              | Врло висок                                    |
| 35-40   | Гојазност степена     | Врло висок         | Екстремно висок                               |
| >40     | Гојазност степена     | Екстремно висок    | Екстремно висок                               |

Нека тела су унела одређене измене у дефиниције СЗО. Литература из поља хирургије, гојазност „III класе“ дели на додатне две категорије чије тачне вредности су и даље спорне.
- BMI ≥ 35 или 40 је „тешка гојазност“
- BMI ≥ 35 или 40–44,9 или 49,9 је „болесна гојазност“
- BMI ≥ 45 или 50 је “екстремна гојазност“

Пошто се код становника Азије негативне последице по здравље развијају при нижим вредностима BMI у односу на белце, неке нације су редефинисале појам гојазности; Јапанци су гојазност дефинисали као било коју вредност ИТМ (BMI) већу од 25 док Кина користи ИТМ (BMI) већи од 28.
Коморбидитет је стање удружено са гојазношћу које се погоршава са повећањем , а често побољшава уколико се гојазност успешно третира. Коморбидитет везан за гојазност: хипертензија, кардиоваскуларне болести, дислипидемија, дијабетес тип 2, апнеја у сну, остеоартритис, стерилитет и др.
Са повећањем индекса телесне масе расте преваленца компликација гојазности, а при вредностима изнад 30 kg/m² постаје евидентан и морталитетни ризик.
Дистрибуција масти може се проценити мерењем WHR (енгл. waste to hip ratio), који представља однос обима струка и кука. Ово је добар индикатор за процену здравственог ризика. Вредности до 1 за мушкарце и до 0,85 за жене су доње граничне вредности. Вредности преко поменутих носе ризик за обољевање, независно, али и удружено са гојазношћу.
Мерење обима струка је још један начин да се процени дистрибуција масног ткива, поготово интраабдоминалних масти. Обим већи од 80 cm код жена и 94 cm код мушкараца носи повећан ризик, а преко 88 cm код жена и 102 cm код мушкараца висок ризик за настајање разних обољења. Висок однос абдоминалног масног ткива удружен је са хипертензијом, смањеном толеранцијом на глукозу, хиперинсулинемијом и дислипидемијом. Ови симптоми се означавају као „синдром икс“.
Постоји узајамна веза између специфичне масе тела и дебљине кожног набора, тако да се на основу специфичне масе тела може израчунати проценат масти у телу. Због тога, мерењем дебљине кожног набора и поткожног масног ткива, може се добити увид о проценту масти у телу. За мерење дебљине поткожног масног ткива користи се калипер. За рутинско мерење се препоручују следећа четири места: изнад бицепса, трицепса, испод лопатице и изнад карлице са десне стране. Вредност збира се уноси у таблице и чита проценат масти у телу.
Некада се користила и формула по Демолеу, али се она сматра застарелом и непрецизном.

### Гојазност код деце
Здрав ИТМ опсег зависи од старости и пола детета. Гојазност код деце и адолесцената је дефинисана као БМИ већи него 95. перцентила. Референтни подаци на којима су ови перцентили основани су из 1963 до 1994 и на тај начин нису погођени недавним порастом стопе гојазности. Гојазност дечијег узраста је достигла епидемијске размере у 21. веку, са све већим стопама како у развијеним земљама тако и у свету. Стопа гојазности код канадских дечака је порасла са 11% 1980-их на преко 30% 1990-их година, док је током истог временског периода стопа повећана са 4 на 14% код бразилске деце.
Као и код гојазности одраслих, много различитих фактора доприноси расту стопе гојазности код деце. Промена исхране и смањење физичке активности, се верује, да су два најважнија фактора у изазивању недавног повећања стопе. Због тога што се гојазност код деце често продужава и у одраслом добу и повезана је са бројним хроничним обољењима, деца која су гојазна, се често тестирају на хипертензију, дијабетес, хиперлипидемију и масну јетру. Лечења која се користе код деце су, пре свега утицај на промене начина живота и бихевиоралне технике, иако напори да се повећа активност код деце су имали мало успеха. У Сједињеним Америчким Државама, лекови нису одобрени од стране ФДА за употребу у овој старосној групи.

## Утицаји на здравље
Прекомерна телесна маса је повезана са разним обољењима, нарочито кардиоваскуларним болестима, дијабетес мелитусом тип 2, опструктивном апнејом током сна, одређеним типовима рака, артрозом и астмом. Као резултат, закључено је да гојазност смањује очекивани животни век.

### Компликације болести
- Метаболичко-хормоналне компликације (шећерна болест тип 2, инсулинска резистенција, дислипопротеинемија, хипертензија),
- Поремећаји на нивоу циркулишућих хормона и других фактора (цитокина, хормона раста и др),
- Болести органских система (цереброваскуларна болест, срчана инсуфицијенција, тромбоемболијске компликације, хиповентилациони синдром, холеитијаза, масна инфилтрација јетре, дисфункције имунолошког система, болести коже),
- Малигне болести,
- Механичке компликације (артроза, пораст интраабдоминалног притиска, лумбални синдром),
- Хируршке компликације,
- Психосоцијалне компликације (стрес, депресија, повећан ризик инвалидитета, компликације на радном месту).

### Смртност
Гојазност је један од водећих узрока смрти који се могу спречити широм света. Америчка и европска истраживања великих размера су закључила да је ризик од смртности најнижи код вредности ИTM (BMI) од 20–25 kg/m² код непушача и од 24–27 kg/m² код пушача, тако да се ризик повећава код промена у било ком правцу. ИТМ (BMI) изнад 32 је повезан са двоструким морталитетом код жена у 16-годишњем периоду. У Сједињеним Државама се процењује да гојазност изазива од 111.909 до 365.000 смрти годишње., док се 1 милион (7,7%) смрти у Европи повезује са прекомерном масом. У просеку, гојазност смањује очекивани животни век од шест до седам година: ИТМ (BMI) од 30–35 смањује очекивани животни век за две до четири године, док тешка гојазност (ИТМ (BMI) > 40) смањује очекивани животни век за до 10 година.

### Морбидитет
Гојазност повећава ризик од многих физичких и менталних стања. Ови коморбидитети се најједноставније приказују на метаболичком синдрому, комбинацији медицинских поремећаја који укључују: дијабетес мелитус тип 2, висок крвни притисак, висок ниво холестерола у крви, и висок ниво триглицерида.
Компликације су или директно изазване гојазношћу или индиректно путем механизама који имају заједнички узрочник, као што је лош начин исхране или седентарни начин живота. Јачина везе између гојазности и специфичних стања варира. Једна од најјачих веза је са дијабетесом типа 2. Прекомерна телесна маст је основни узрочник 64% случајева дијабетеса код мушкараца и 77% случајева код жена.
Последице по здравље се сврставају у две широке категорије: оне које се могу приписати утицају повећане масне масе (као што су остеоартритис, опструктивна апнеја у спавању, друштвена стигматизација) и оне које су узроковане повећаним бројем масних ћелија (дијабетес, рак, кардиоваскуларна обољења, неалкохолна масна болест јетре). Повећање телесне масти мењају осетљивост тела на инсулин, што потенцијално води ка инсулинској резистенцији. Повишена масноћа такође ствара и про-запаљењско стање, и протромботичко стање.
| Поље медицине                            | Стање | Поље медицине           | Стање |
| ---------------------------------------- | --- | ----------------------- | --- |
| Кардиологија                             | - исхемијска болест срца: ангина и инфаркт миокарда - конгестивна срчана слабост - висок крвни притисак - абнормални нивои холестерола - дубока венска тромбоза и плућна емболија                | Дерматологија           | - стрије - акантоза (acanthosis nigricans) - лимфедем - целулитис - хирзутизам - интертриго                                                                                |
| Ендокринологија и репродуктивна медицина | - дијабетес мелитус - синдром полицистичних јајника - менструални поремећаји - инфертилитет - компликације током трудноће - дефекти на рођењу (конгениталне аномалије) - интраутерина смрт плода | Гастроинтестилно        | - гастроезофагеална рефлуксна болест - масна јетра - холелитијаза (камен у жучној кеси)                                                                                    |
| Неурологија                              | - мождани удар - meralgia paresthetica - мигрена - синдром карпалног тунела - деменција - идиопатска интракранијална хипертензија - мултипла склероза                                            | Онкологија              | - дојка, оваријални - езофагусни, колоректални - јетра, панкреас - жучна кеса, желудац - ендометријум, цервикални - простата, бубрег - Нон-Хочкин лимфом, мултипли мијелом |
| Психијатрија                             | - депресија код жена - друштвена стигматизација | Пулмологија             | - опструктивна апнеја у сну - синдром хиповентилације гојазних - астма - повећан број компликација током опште анестезије                                                  |
| Реуматологија и Ортопедија               | - гихт - слаба покретљивост - остеоартритис - бол у доњем делу леђа | Урологија и Нефрологија | - еректилна дисфункција - уринарна инконтиненција - хронична бубрежна инсуфицијенција - хипогонадизам - увучени пенис                                                      |

### Парадокс гојазности
Иако су код опште популације негативне последице дебљине по здравље праћене веома очигледним доказима, чини се да долази до побољшања здравствених резултата код одређених подгрупа са повишеним ИТМ, што је феномен познат као парадокс гојазности. Овај парадокс је први пут описан 1999. године код особа са прекомерном масом и гојазних који су били подвргнути хемодијализи, а потом и код особа са срчаном слабошћу и периферном артеријском болешћу (ПАБ).
Особе са срчаном слабошћу, чији је ИТМ био између 30,0 и 34,9, имале су нижи степен морталитета од оних са нормалном масом. Ово се приписује чињеници да људи често губе на маси кад им болест узнапредује. Слична су запажања и код неких других обољења срца. Код људи са гојазношћу типа 1 и обољењем срца није већа стопа даљег развоја срчаних проблема него код оних са нормалном масом који такође имају обољење срца. Међутим, код особа са већим степеном гојазности повећан је ризик од даљег развоја болести. Чак ни после бајпас операције срца, не примећује се повећање морталитета код оних са прекомерном масом и гојазношћу. Према једној студији побољшано преживљавање би се могло објаснити агресивнијом терапијом која се гојазним особама даје после интервенције на срцу. Према другој студији, уколико се узме у обзир хронична опструктивна болест плућа (ХОБП) код оних са ПАБ, предност од гојазности више не постоји.

## Узроци болести
Данас се сматра да гојазност настаје као последица дејства више различитих фактора (наследних особина, психолошких, културолошких, социјалних, метаболичких, физиолошких и патофизиолошких), тј. да је гојазност мултикаузално обољење које најчешће настаје као последица интеракције генотипа (генетичких одлика индивидуе) и фактора спољне средине.
На индивидуалном нивоу, комбинација прекомерног уноса енергије из хране и помањкање физичке активности се сматра објашњењем већине случајева гојазности. Један ограничен број случајева је првенствено последица генетике, медицинских разлога или неке психијатријске болести. Насупрот томе, чини се да је пораст стопе гојазности на друштвеном нивоу последица лако доступне и укусне хране, повећане зависности од аутомобила и аутоматизоване производње.
Једно истраживање из 2006. године открило је десет других могућих чиниоца који доприносе скорашњем порасту гојазности: (1) недовољно спавање, (2) ендокрини дисруптори (загађивачи животне средине који утичу на метаболизам липида), (3) смањена варијабилност температуре средине, (4) повећана стопа пушења, јер пушење смањује апетит, (5) повећана употреба лекова који могу да доведу до повећања масе (нпр, атипични антипсихотици), (6) пропорционални пораст етничких и старосних група које имају тенденцију да имају већу масу, (7) трудноћа у позним годинама (која би могла да доведе до тога да деца буду подложна гојазности), (8) епигенетички фактори ризика који се преносе генерацијски, (9) природна селекција за виши ИТМ и (10) асортативно укрштање које доводи до повећања концентрације фактора ризика од гојазности (ово би повећало број гојазних људи повећањем варирања становништва по маси). Мада постоје значајни докази који подржавају утицај ових механизама на повећану преваленцу гојазности, још увек су недовољно убедљиви, и аутори кажу да су они вероватно од мањег утицаја горе наведених.

### Начин исхране
- no data
- <1600
- 1600–1800
- 1800–2000
- 2000–2200
- 2200–2400
- 2400–2600
- 2600–2800
- 2800–3000
- 3000–3200
- 3200–3400
- 3400–3600
- >3600

Залихе хране изражене кроз енергију по глави становника приметно варирају између различитих региона и земаља. Такође се значајно мењају временом. Одд почетка 1970-их до касних 1990-их просечан број калорија доступних по особи на дан (количина купљене хране) нарасла је у свим деловима света изузев у Источној Европи. Сједињене Државе имале су највећу вредност доступности са 3654 калорија по особи 1996. године. Ова вредност је нарасла 2003. године до 3754 калорије. Крајем 1990-их Европљани су имали 3394 калорије по особи, у областима које су у развоју у Азији било је 2648 калорија по особи, а у Подсахарској Африци људи су имали 2176 калорија по особи. Установљено је да је укупна потрошња калорија повезана са гојазношћу.
Нашироко распрострањене прехрамбене смернице нису се много бавиле проблемом преједања и лоше изабраног начина исхране. Од 1971. до 2000. године стопа гојазности у Сједињеним Државама је порасла са 14,5% на 30,9%. У том истом периоду дошло је до повећања просечне количине конзумиране енергије. Код жена, просечно повећање је износило 335 калорија на дан (1542 калорије 1971. и 1877 калорија 2004. године), док је код мушкараца просечан пораст био 168 калорија на дан (2450 калорија 1971. и 2618 калорија 2004. године). Ова додатна енергија је већим делом потекла од повећаног конзумирања угљених хидрата, а не од конзумирања масти. Примарни извори ових додатних угљених хидрата су заслађени напици, који данас чине скоро 25% дневног енергетског уноса код млађих одраслих особа у Америци, и чипс. Сматра се да конзумирање заслађених пића доприноси порасту стопе гојазности.
Како друштва постају све зависнија од велике енергетске вредности, великих порција и оброка брзе хране, повезаност између конзумирања брзе хране и гојазности све више забрињава. У Сједињеним Државама, у периоду између 1977. и 1995. године, конзумирање оброка брзе хране се утростручило, а унос енергетске вредности путем ових оброка се учетворостручио.
Аграрна политика и технике у Сједињеним Државама и Европи довели су до нижих цена хране. У Сједињеним Државама, субвенционисање кукуруза, соје, пшенице и пиринча посредством закона о фармама (U.S. farm bill) учинило је главне изворе прерађене хране јефтиним у поређењу са воћем и поврћем.
Гојазне особе стално пријављују мање вредности своје потрошње хране у поређењу са особама нормалне тежине. Ово је подржано и тестирањима људи изведеним у калориметарској просторији, као и директним посматрањем.

### Седентарни начин живота
Седентарни начин живота (животни стил у коме се много времена проводи седећи) игра важну улогу код гојазности. Широм света дошло је до великог помака ка физички мање захтевном раду, и тренутно најмање 60% светске популације недовољно вежба. Примарни узрок овога је повећана употреба механизованог превоза и преовлађивање технологије која смањује потребу за радом у кући. Код деце долази до пада нивоа физичке активности због мањка кретања и физичког образовања. Светски трендови су мање јасни у погледу физичке активности у активно слободно време. Светска здравствена организација указује на чињеницу да људи широм света мање теже активном бављењу рекреацијом, док је једна студија из Финске открила повећање, а студија из Сједињених Држава опазила да нема значајних промена у погледу физичке активности у слободно време.
И код деце и код одраслих постоји повезаност између времена гледања телевизије и ризика од гојазности. Једно истраживање је открило да 63 од 73 студија (86%) показује повећање стопе гојазности код деце, са повећањем изложености медијима, при чему стопа расте пропорционално времену проведеном у гледању телевизије.

### Наследни фактори
Као многа друга здравствена стања, и гојазност може бити проузрокована узајамним дејством генетских и фактора животне средине. Полиморфизми у различитим генима контролише апетит и метаболизам предиспониран за гојазност у присуству довољне енергије хране. До 2006. године више од 41 ових места је доведено у везу са развојем гојазности у повољном окружењу.
Резултати финско-британског истраживања, објављени у америчком часопису „Сајенс“, показали су да на 16-том људском хромозому постоји ген (назван FTO, ген који је повезан са масним ткивом и гојазношћу) који утиче на гојазност. Истраживање спроведено на више од 40.000 људи показало је да су особе носиоци два гена FTO изложене за 70% већој опасности од појаве гојазности од особа без тог гена. Налази показују да су људи који имају две копије ФТО гена у просеку тежи 3–4 kg и имају 1,67-пута већи ризик за гојазност у поређењу са онима који су без тог ризика алел. У зависности од испитане популације, проценат гојазности који се може приписати генетици од 6% до 85%.
Гојазност је главна одлика неколико синдрома, као што су Прадер-Вилијев синдром, Барде-Бидлов синдром, Кохенов синдром, i МОМО синдром. (Термин „несиндромска гојазност“ се понекад користи када су ова стања искључена.) Код људи са раним почетком озбиљне гојазности (дефинисана као она која почиње пре 10 година старости и индекса телесне масе који је три стандардне девијације већи од нормалне), 7% гаји јединствену мутацију ДНК.
Студије које су усмерене на наследне обрасце уместо на одређени ген откриле су да је гојазно 80% потомства од два гојазна родитеља гојазни родитељи, у поређењу са мање од 10% потомства чија су оба родитеља нормалне тежине.
Хипотеза штедљивог гена претпоставља се да су људи склони гојазности због мањка хране током људске еволуције. Њихова способност да искористе ретке периоде изобиља чувајући енергију у облику масноће била је корисна током периода када би расположивост хране варирала, и појединци са већим масним резервама би имали већу вероватноћу да преживе глад. Ова склоност за складиштење масноће, међутим, била би маладаптивна у друштвима са постојаном залихом хране. Ова теорија је добила различите критике те су предложене друге еволутивне теорије као што су: хипотеза о скретању гена и хипотеза штедљивог фенотипа.

### Фактори средине
Друга половина, која делује као окидач су спољни фактори (неправилно и неадекватно конзумирање хране). Када се у организам дуже време уноси већа количина енергетски хранљивих материја него што може да се потроши, долази до последичног таложења масти и повећања телесне тежине. До гојазности неће доћи ако постоји равнотежа између уноса хране и енергетске потрошње.

### Психогени фактори
Око 30% гојазних особа има фазе преједања (енгл. bingle eating disorder). Храна често служи као средство за превазилажење лоших емоција (фрустрације, досаде, несигурности, љутње, туге) или као утеха за разне проблеме. Осим тога, гојазне особе се често осећају непожељно и дискриминисано у данашњем друштву које манекенски тип грађе истиче као идеал лепоте. Услед тога оне често улазе у „зачарани круг“, уносећи још више хране како би се краткорочно осећале боље.

### Физиолошки фактори
Са годинама се полако смањује ниво базалног метаболизма, а повећавају се катаболички процеси за које није потребна додатна енергија. Са старењем се смањује и способност и жеља за физичком активношћу, што додатно отежава ствари. Мишићна активност је најважнији начин којим се енергија ослобађа из организма. Око једне трећине дневно утрошене енергије се потроши мишићним радом, а код физичких радника и половина или три четвртине. Због тога се често каже, да гојазност настаје као последица превисоког односа уноса хране према физичкој активности.

### Патофизиолошки фактори
Поремећаји лучења неких ендокриних жлезда (хипофиза, штитаста и полне жлезде) могу да буду узрок гојазности. Такође, лезија центара за регулацију уноса хране у мозгу или њихов поремећај (малигнитет) може условити повећање телесне тежине, а сличан ефекат имају и разне генетичке абнормалности у хемизму масних залиха.

### Друге болести
Одређене телесне и менталне болести и фармацеутске супстанце које су коришћене при њиховом лечењу могу да повећају ризик за гојазност. У медицинске болести које повећавају ризик за гојазност спада неколико ретких синдрома (наведених изнад) као и нека урођена или стечена стања: хипотиреоидизам, Кушингов синдром, недостатак хормона раста, и поремећаји у исхрани: поремећај неконтролисаног преједања и синдром ноћног једења. Међутим, гојазност се не сматра психијатријским поремећајем, и стога није наведена у  као психијатријска болест. Ризик вишка килограма и гојазности је већи код пацијената са психијатријским поремећајима него код особа које немају психијатријски поремећај.
Одређени лекови могу да проузрокују добитак на тежини или промене у телесној грађи; у њих спадају инсулин, сулфонилуреје, тиазолидинедиони, атипични антипсихотици, антидепресиви, стероиди, одређени антиконвулзиви (фенитоин и валпроат), пизотифен, и неки облици хормонске контрацепције.

### Друштвене детерминанте
Иако су генетски утицаји важни за разумевање гојазности, они не могу да објасне актуелно драматично повећање броја гојазних особа које се види у одређеним земљама или на глобалном нивоу. Иако је прихваћено да уношење енергије које је веће од потрошње доводи до гојазности у појединачним случајевима, узрок замене ова два чиниоца на друштвеном нивоу је веома дискутабилно. Постоје бројне теорије о узроку али већина верује да је то комбинација различитих чинилаца.
Веза између друштвеног сталежа и ИТМ варира на глобалном нивоу. Један преглед из 1989. је пронашао да је у развијеним земљама мања вероватноћа да жене из високог друштвеног сталежа буду гојазне. Нису се могле видети значајне разлике међу мушкарцима из различитих друштвених сталежа. У земљама у развоју, била је већа вероватноћа да жене, мушкарци и деца из виших друштвених сталежа буду гојазни. Када је овај преглед ажуриран 2007. године, уочене су исте везе, мада слабије. Осећа се да је повезаност ослабила због утицаја глобализације. Међу развијеним земљама, ниво гојазности одраслих и проценат деце тинејџера који имају вишак килограма, доводи се у везу са неједнаким приходима. Сличан однос се види и у државама САД: у неједнаким државама већи број одраслих, чак и у вишим друштвеним сталежима, су гојазни.
Предочена су многа објашњења за везу између ИТМ и друштвеног сталежа. Сматра се да у развијеним државама, богати могу да приуште хранљивију храну, под већим су друштвеним притиском да остану витки, и имају више могућности и већа очекивања за физички фитнес. Верује се да у неразвијеним земљама способност да се приушти храна, висока потрошња енергије приликом телесног рада, и културне вредности које цене крупну телесну грађу доприносе примећеним обрасцима. И став који људи имају према телесној маси у животу може играти улогу у гојазности. Веза у променама ИТМ током времена се може запазити међу пријатељима, браћом и сестрама и супружницима. Изгледа да стрес и перципиран ниски друштвени статус повећавају ризик за гојазност.
Пушење има значајно дејство на тежину појединца. Бивши пушачи добијају у просеку 4,4 килограма (9.7 фунти) код мушкараца и 5,0 килограма (11.0 фунти) код жена током десет година. Међутим, променљива стопа пушења не делује много на укупну стопу гојазности.
У Сједињеним Државама, број деце који особа има је повезан са њеним ризиком за гојазност. Ризик код жена се повећава за 7% по детету, док се ризик код мушкараца повећава за 4% по детету. Ово се делимично може објаснити чињеницом да су родитељи на Западу, који имају несамосталну децу, мање физички активни.
У свету у развоју, урбанизација игра улогу у повећању стопе гојазности. У Кини је укупна стопа гојазности испод 5%; међутим, у неким градовима стопа гојазности прелази 20%.
Верује се да неухрањеност у раном животу игра улогу у повећаној стопи гојазности у свету у развоју. Ендокрине промене које се дешавају током периода неухрањености могу допринети стварању залиха масноће онда када енергија постане доступна.
У складу са когнитивно епидемиолошким подацима, бројне студије потврђују да је гојазност повезана са когнитивним недостацима. Било да гојазност проузрокује когнитивне недостатке или обрнуто, тренутно није јасно.

### Инфективни агенси
Студија о дејству инфективних агенса на метаболизам је још у раном стадијуму. Показало се да се цревна флора разликује код витких и гојазних људи. Постоји индикација да стомачна флора код гојазних и витких појединаца може да утиче на метаболички потенцијал. За ову очигледну промену метаболичког потенцијала, верује се да додељује већи капацитет за искоришћење енергије која доприноси гојазности. Тек треба да буде јасно утврђено да ли су ове разлике непосредни узрок или резултат гојазности.
Веза између вируса и гојазности је пронађена код људи и код неколико различитих животињских врста. У којој мери је та веза допринела све већој стопи гојазности тек треба да буде утврђено.

## Начин развоја болести
Сувишно уношење енергетских материја, првенствено угљених хидрата и липида, испољава се увек нагомилавањем масти у организму. За сваких 9,3 калорија вишка енергије депонује се 1 грам масти.
Вишак унетих угљених хидрата претвара се у триглицериде, који се транспортују до ткива и у њима депонују. Главни орган у коме се обавља ова трансформација је јетра. Депоновање масти у масне депое обавља се у облику хиломикрона и липопротеина врло мале густине. Молекул триглицерида је сувише велик да би ушао у ћелију. Крвљу доспели триглицериди се прво хидролизују под дејством ензима липазе у капиларима и при томе настају масне киселине. Да би се оне депоновале потребан је глицерол у ћелији, а он потиче од разграђених угљених хидрата. Према томе, депоновање масти у ћелијама масног ткива је условљено метаболизмом шећера.
Прекомерни унос енергије дешава се само за време развојне фазе гојазности. Једном када особа постане гојазна, једини услов да то и остане јесте да унос енергије буде идентичан потрошњи (статична фаза).
Остали патогенетски механизми код гојазних особа су мање изражени. Евентуално, може да постоји повећана концентрација слободних масних киселина и триглицерида у крви, или благо повећан ниво базалног метаболизма итд.

### Патофизиолошки поремећаји
Ова болест се испољава променама у телесној грађи, биохемијским поремећајима и разним симптомима и знацима (повећање телесне тежине, промене у унутрашњим органима, на локомоторном апарату, појаве шећерне болести, промене на кардиоваскуларном и респираторном систему и психички поремећаји). Овим подручјем истраживања се скоро нико није бавио све до 1994. год кад је откривен лептин. Након овог открића су разјашњени многи други хормонски механизми који учествују у регулисању апетита и уношења хране, обрасци складиштења масног ткива и развој инсулинске резистенције. Након открића лептина проучавали су се грелин, инсулин, орексин, PYY 3-36, холецистокинин, адипонектин као и многи други посредници. Адипонектини су посредници које производи масно ткиво; за њихово деловање се сматрало да модификује многе болести које су везане за гојазност.
За лептин и грелин се сматрало да су комплементарни по томе како утичу на апетит, при чему се грелин производи тако што се путем желуца прилагођава краткорочна контрола апетита (нпр. јести када је желудац празан и престати када је желудац пун). Масно ткиво производи лептин како би сигнализирало складиштење масти у телу, а посредник је и за дугорочну контролу апетита (нпр. јести више када су залихе масти ниске и јести мање када су залихе масти високе). Иако давање лептина може да буде делотворно за малу подгрупу гојазних појединаца којима недостаје лептин, за већину гојазних појединаца се сматра да имају лептинску резистенцију и код њих су пронађени високи нивои лептина. За ову резистенцију се сматрало да делимично објашњава зашто се давање лептина није показало ефикасним при смањивању апетита код већине гојазних људи.
Док се лептин и грелин производе периферно, својим деловањем на централни нервни систем контролишу апетит. Они конкретно, као и други хормони који су везани за апетит делују на хипоталамус, подручје мозга које је од суштинске важности за регулисање уноса хране и трошења енергије. Постоји неколико кругова у оквиру хипоталамуса који доприносе његовој улози у интегрисању апетита, путања меланокортина је једна од најбоље схваћених. Круг почиње са подручјем хипоталамуса, аркуатним језгром, које води до латералног хипоталамуса (LH) и вентромедијалног хипоталамуса (VMH), центара мозга за глад и ситост.
Аркуатно језгро садржи две различите групе неурона. Прва група сврстава заједно неуропептид Y (NPY) и пептид везан за агути (AgRP) и има стимулативни утицај на LH и инхибиторни утицај на VMH. Друга група група сврстава заједно про-опиомеланокортин (POMC) и транскрипт који регулише кокаин и амфетамин (CART) и има стимулативни утицај на VMH , а инхибиторни на LH. Сходно томе, NPY/AgRP неурони стимулишу глад и спречавају ситост, док POMC/CART неурони подстичу ситост и спречавају глад. Лептин делимично регулише обе групе неурона аркуатног језгра. Лептин спречава групу NPY/AgRP док подстиче групу POMC/CART. Дакле, недостатак сигнализирања лептина, или путем недостатка лептина или путем лептинске резистенције, води до претераног уношења хране и може да буде одговоран за неке генетске као и стечене облике гојазности.
Телесна грађа гојазних особа се значајно и карактеристично мења. Масно ткиво у организму здравих особа налази се у одређеној количини и служи као потпорно ткиво и енергетска резерва. Оно се налази у међућелијском простору, међу влакнима скелетних мишића. Код гојазних особа распоред масти је нешто другачији. Код мушкараца се масно ткиво нагомилава у грудном кошу, горњем делу трбуха, на врату и лицу. При гојењу жена, оно се претежно нагомилава у трбуху, глутеалним пределима и екстремитетима. Повећање количине масног ткива у организму гојазних особа се испољава повећањем броја и величине масних ћелија (адипоцита).
У крвној плазми гојазних особа повећана је концентрација слободних масних киселина, холестерола и триглицерида, док се концентрације беланчевина, гликозе и електролита не мењају.
У току гојења дешава се и масна инфилтрација у неке унутрашње органе (јетру, панкреас и срце), а може се јавити и дијафрагмална и вентрална хернија (брух).
Увећање телесне тежине оставља последице и на локомоторном апарату. Дегенеративне промене се дешавају на зглобовима колена, кичменог стуба, карлице и стопала, што резултује тегобама (боловима) при кретању. Такође се дешавају и промене на кожи.
Вероватно најозбиљније последице гојазност оставља на кардиоваскуларни систем. Повећање волумена циркулишуће крви захтева појачан рад срца. То се углавном остварује повећањем срчане фреквенце или повећањем ударне запремине срца. Као последица тога јавља се хипертензија (повишен крвни притисак), а неретко и хипертрофија леве коморе. Сви ови чиниоци условљавају јављање застојне срчане инсуфицијенције код гојазних особа. Осим тога, дешавају се и промене на крвним судовима (атеросклероза) што директно или индиректно може изазвати мождани или срчани удар. Такође се могу јавити и варикозитети (проширене вене) на потколеницама.
Нагомилавање масног ткива у трбуху смањује покретљивост дијафрагме и грудног коша и изазива отежано дисање код гојазних особа. Због тога су оне подложније инфекцијама респираторног система.
Једна од компликација гојазности јесте и појава шећерне болести. Дугогодишње повећано уношење угљених хидрата исцрпљује бета-ћелије панкреаса и оне почињу да стварају недовољне количине инсулина. То се манифестује повећањем концентрације гликозе у крви и развојем дијабетеса.
Повезаност између гојазности и малигних неоплазми предмет је бројних истраживања и данас постоје поуздани докази о повећаној учесталости одређених локализација малигнома код гојазних особа. Студија Америчког канцеролошког друштва, које се односи на 750.000 особа праћених 12 година, утврдила је да релативни ризик обољевања од неоплазми износи 1,33 код мушкараца и 1,55 код жена у којих постоји вишак телесне масе изнад идеалне већи од 40%.
Гојазне особе су често изложене подсмеху околине. Услед тога се код њих често јавља психичка напетост, слабљење воље за рад, избегавање дружења, депресија и сл.

## Јавно здравље
Светска здравствена организација (WHO) предвиђа да прекомерна тежина и гојазност могу ускоро да уступе место традиционалнијим проблемима јавног здравља попут неухрањености и заразних болести као најважнији узрок лошег здравља Гојазност је политички проблем као и проблем јавног здравља због распрострањености, трошкова и ефеката на здравље. Јавно здравље улаже напоре да разуме и поправи факторе животне средине који су одговорни за растућу распрострањеност гојазности међу становништвом. Решења имају у виду мењање фактора који узрокују прекомерну потрошњу хране и спречавају физичку активност. Ови напори укључују програме оброка у школама које рефундира влада, смањење директних реклама брзе хране упућених деци, и смањење приступа пићима по школама, која су заслађена шећером. Приликом изградње урбаних средина, учињени су напори да се повећа приступ парковима и да се развију пешачке стазе.
Многе земље и групе су објавиле извештаје који се односе на гојазност. 1998. су објављене прве смернице владе САД под називом „Клиничке смернице о идентификацији, процени и лечењу прекомерне тежине и гојазности код одраслих: Извештај о доказима“. 2006. Канадска мрежа гојазности је објавила „Смернице канадске клиничке праксе (CPG) о руковођењу и превенцији гојазности код одраслих и деце“. Ово је свеобухватна смерница која се заснива на доказима и која се осврће на управљање и превенцију прекомерне тежине и гојазности код одраслих и деце.
Краљевски колегијум лекара опште праксе Велике Британије, Факултет јавног здравља и Краљевски колегијум педијатара и дечјег здравља су 2004. објавили извештај под насловом „Нагомилавање проблема“ који је истакао растући проблем гојазности у Великој Британији. Исте године је Здравствени одбор британског Доњег дома објавио своје „најсвеобухватније испитивање [...] које је икад предузето“ које се тиче утицаја гојазности на здравље и друштво у Великој Британији и могући приступи проблему. Године 2006. је Национални институт за здравствену негу и изузетност (NICE) издао смерницу о дијагнозама и управљању гојазношћу, као и политички удео нездравствених организација попут локалних већа. Извештај из 2007. који је припремио г. Дерек Ванлес за Краљев фонд упозорио је да ако се не предузму даљи кораци, постоји опасност да ће гојазност финансијски озбиљно погодити Национално здравље.
Прегледани су свеобухватни приступи у циљу бављења растућим стопама гојазности. Оквир политике деловања по питању гојазности (OPA) дели мере на политике „вишег нивоа“, „средњег нивоа“ и „извршног нивоа“. Политике „вишег нивоа“ су окренуте ка промени друштва, „средње“ покушавају да измене понашање појединаца како би се спречила гојазност, а политике „извршног нивоа“ покушавају да лече тренутно оболеле људе.

### Руковођење гојазношћу
Главно лечење гојазности се састоји од дијете и физичке активности. Дијететски програми могу да доведу до губитка тежине у кратком временском року, али одржавање губитка тежине је често тешко и често захтева физичку активност и дијету која се заснива на нискоенергетским намирницама као стални део животног стила те особе. Стопе успеха дугорочног одржавања губитка тежине уз промене животног стила су ниске, у распону од 2 до 20%. Промене у исхрани и животном стилу су ефикасне по питању ограничавања прекомерног гојења током трудноће и побољшања исхода и за мајку и за дете.
Један лек орлистат (Ксеникал), је тренутно широко доступан и одобрен за дугорочну употребу. Губитак тежине је умерен са просеком од 2,9 kg (6,4 lb) током 1 до 4 године и постоји мало података о томе како ови лекови утичу на дугорочне компликације гојазности. Ова употреба се повезује са високим стопама желудачно-цревних нуспојава и постављају се питања о негативним учинцима на бубреге. Друга два лека су такође доступна. Лоркасерин (Белвик) као резултат има у просеку 3,1 kg губитка тежине (3% телесне масе) више него плацебо током године. Комбинација фентермина и топирамата (Ксимиа) је такође у некој мери ефикасна.
Најефикасније лечење гојазности је баријатријска операција. Операција у случају тешке гојазности повезује се са дугорочним губитком тежине и смањењем укупне смртности. Једна студија је установила губитак тежине између 14% и 25% (у зависности од типа извршеног поступка) током 10 година, и 29% смањења у свим случајевима смртности када се пореди са стандардним мерама губитка тежине Због високих трошкова и ризика од компликација, истраживачи траже друга ефикасна али мање инвазивна лечења.

### Епидемиолошки статус
- <5%
- 5–10%
- 10–15%
- 15–20%
- 20–25%
- 25–30%
- 30–35%
- 35–40%
- 40–45%
- 45–50%
- 50–55%
- >55%

Пре 20. века гојазност је била ретка појава; Године 1997. СЗО (Светска здравствена организација) је формално прихватила гојазност као глобалну епидемију. СЗО процењује да је 2005. било најмање 400 милиона одраслих (9,8%) гојазно, са већим стопама код жена него код мушкараца. Стопа гојазности такође расте са старошћу од најмање 50 или 60 година, а изузетна гојазност у Сједињеним Државама, Аустралији и Канади расте брже од укупне стопе гојазности.
Стопа гојазности, која је некада сматрана проблемом само у земљама са високим дохотком, у порасту је широм света, и погађа како развијени тако и свет у развоју. Овај пораст се најдраматичније осећа у урбаним срединама. Једини преостали регион у свету где гојазност није уобичајена је Подсахарска Африка.
Број гојазне деце и адолесцената је у последње две деценије удвостручен у САД. Најновија истраживања говоре о учесталости гојазности од 15,3% (у узрасту 6-11 година) и 15,5% (у узрасту 12-19 година).
Према истраживањима која је објавио Институт за заштиту здравља Србије 2000. године је више од половине одраслог становништва (54%) имало проблем прекомерне ухрањености (предгојазност и гојазност), при чему је 36,7% одраслих било предгојазно, док је 17,3% било гојазно. Највећу укупну преваленцију је имала Војводина (58,5%). Просечна вредност индекса телесне масе у популацији одраслог становништва Србије је била 26 kg/m². У руралним пределима је био нешто виши просечни BMI од 26,3 kg/m² у односу на урбане, где је био 25,8 kg/m². Проценат гојазних особа у Србији је 2006. године порастао на 18,3% становника, а 2013. године на 21,2%. Према истраживањима из 2013. године било је 4,9% гојазне деце у узрасту 7–14 година, а 8,9% у узрасту 10–19 година.

### Превенција
У покушају да се спречи гојазност потребно је да се дотакну обе стране баланса, енергетски унос и енергетска потрошња. Повећан унос житарица, воћа и поврћа, смањен унос високо калоричне хране, редовна физичка активност или комбинација ове две навике су модуси за превенцију гојазности.
Превенција подразумева и препознавање генетичких, фактора средине или комбинације фактора ризика за настанак гојазности, едукацију породице да препозна важност физичке активности и правилне исхране, редовну контролу итд.

## Историја
Гојазност је најстарији и још увек најчешћи метаболички поремећај код човека од праисторијских времена. О заступљености гојазности сведоче разне скулптуре древних цивилизација, грчке каријатиде, египатске сфинге као и многе уметничке слике.
Све до последњих деценија 20. века гојазност се првенствено сматрала естетским проблемом, а у неким културама је чак представљала идеал лепоте. Ово се обично објашњавало тиме што је гојазност представљала знак припадности друштвеној елити.

### Етимологија
Термин „гојазност“ (енгл. obesity) потиче из латинског језика од речи obesitas, што значи гојазан, дебео или пуначак. „Ēsus“ је прошли партицип од „edere“ (јести), коме је додато „ob“ (више). Оксфордски речник енглеског (енгл. The Oxford English Dictionary) документује његову прву употребу 1611. године од стране Рендла Котгрејва.

### Историјски трендови
Грци су први препознали гојазност као медицински проблем. Хипократ је написао да „Корпуленција није само болест за себе, већ је и претња за развој других болести“. Индијски хирург Сушрута (6. век п. н. е.) доводио је гојазност у везу са дијабетесом и срчаним поремећајима. Он је препоручивао физички рад као помоћ у лечењу гојазности и њених нежељених утицаја. Током већег дела људске историје човечанство се борило са несташицом хране. Тако је кроз историју гојазност доживљавана као обележје имућности и просперитета. Била је уобичајена међу високим званичницима у Европи у средњем веку и у доба ренесансе, као и код древних источноазијских цивилизација.
Почетак индустријске револуције предочио је да је војна и економска моћ народа зависна од величине тела и од снаге њихових војника и радника. Повећање просечног индекса телесне масе, са вредности која се данас сматра потхрањеношћу на вредност која се сада сматра нормалном, играло је значајну улогу у развоју индустријализованих друштава. Тако је током 19. века дошло до повећања висине и тежине у развијеном свету. Током 20. века, како је становништво достизало свој генетски потенцијал за висину, тежина је почела да расте много брже него висина, што је довело до гојазности. Током 1950-их година пораст богатства у развијеном свету довео је до смањења морталитета код деце, међутим, са повећањем телесне тежине, болести срца и бубрега су постале учесталије. Током овог временског периода, осигуравајуће компаније су уочиле везу између тежине и животног века и повећале премије за гојазне.
Многе културе кроз историју посматрале су гојазност као резултат неког недостатка у карактеру. „Оbesus“ (лат. obesus = гојазан) или дебео лик у грчкој комедији је био прождрљивац и предмет подсмевања. У доба хришћанства храна је посматрана као капија грехова лењости и пожуде. У модерној западној култури прекомерна тежина се често сматра непривлачном, а гојазност се често повезује са разним негативним стереотипима. Људи свих узраста могу се суочити са друштвеном стигматизацијом, и могу бити мета насилника или одбачени од стране својих вршњака. Гојазност је још један разлог за дискриминацију.
У западном друштву перцепција јавности у погледу здраве телесне тежине се разликује од оне тежине која се сматра идеалном – а обе су се промениле од почетка 20. века. Тежина која се сматра идеалном је мања него 1920-их година. Ово илуструје чињеница да је од 1922. до 1999. године просечна висина победница на такмичењу за Мис Америке порасла за 2%, при чему се њихова просечна тежина смањила за 12%. С друге стране, ставови људи у погледу здраве тежине променили су се у супротном смеру. У Британији је тежина са којом су људи себе сматрали претешким била значајно већа 2007. године него 1999. Верује се да су ове промене последица повећања стопе адипозитета, што доводи до пораста прихватања вишка телесне масти као нормалне појаве.
Гојазност се још увек сматра обележјем богатства и благостања у многим деловима Африке. Ово је посебно уобичајено од почетка епидемије ХИВ-а.

### Уметност
Први скулптурални прикази људског тела од пре 20.000–35.000 година приказују гојазне женске особе. Неки доводе у везу фигуре Венере са тенденцијом да се повећа плодност, док други сматрају да оне представљају „дебљину“ код људи тог доба. Корпуленција, међутим, није присутна ни код грчке ни код римске уметности, вероватно због тога да би се сачували њихови идеали у погледу умерености. Ово је настављено кроз већи део хришћанско-европске историје, при чему су само они са лошим друштвено-економским статусом приказивани као гојазни.
За време ренесансе неки из више класе су почели да се размећу својом крупноћом, што се може видети на портретима Хенрија VIII и Алесандра дал Бороа. Рубенс (1577–1640) је редовно на својим сликама приказивао жене пуначког тела, од чега води порекло термин рубенеска. Ове жене су, међутим, увек задржавале облик „пешчаног сата“ што је повезано са плодношћу. Током 19. века у западном свету су се променили погледи на гојазност. После вишевековног става да је гојазност синоним богатства и друштвеног статуса, на мршавост се почело гледати као на жељени стандард.

## Друштво и култура

### Економски утицај
Поред утицаја на здравље, гојазност доводи до многих проблема, укључујући и сметње при запошљавању, као и повећање трошкова пословања. Ови утицаји се осећају у свим нивоима друштва, почев од појединаца па све до корпорација и влада.
Процењено је да су у 2005. години медицински трошкови који се могу приписати гојазности у Сједињеним Државама износили 190,2 милијарде долара или 20,6% од свих медицинских трошкова, док су у Канади трошкови због гојазности процењени на 2 милијарде канадских долара у 1997. години (2,4% од укупних здравствених трошкова). Укупни годишњи директни трошак услед прекомерне тежине и гојазности у Аустралији у 2005. године био је 21 милијарду аустралијских долара. Аустралијанци са прекомерном тежином и гојазношћу су такође добили и 35,6 милијарди аустралијских долара у оквиру владиних субвенција. Процењени обим годишњих издатака за дијететске производе износи 40 до 100 милијарди долара само у Сједињеним Државама.
Осмишљени су програми за превенцију гојазности, како би се смањили трошкови лечења болести које су у вези са гојазношћу. Међутим, што људи дуже живе, излажу се већим медицинским трошковима. Истраживачи су из тог разлога закључили да смањење гојазности може да побољша јавно здравље, али је мало вероватно да ће смањити укупне здравствене издатке.
Гојазност може довести до друштвене стигматизације и сметњи при запошљавању. У поређењу са својим колегама са нормалном тежином, гојазни радници у просеку имају веће стопе одсуствовања са посла и чешће узимају боловање, повећавајући на тај начин трошкове послодаваца и смањујући продуктивност. Једна студија, која је проучавала запослене на универзитету Дјук, пронашла је да су особе са вредношћу БМИ изнад 40 попуниле двоструко више захтева за радничким компензацијама од оних чији је БМИ био између 18,5—24,9. Они су такође имали и више него 12 пута већи број изгубљених радних дана. Најчешће повреде у овој групи биле су проузроковане падовима и подизањима, што је доводило до повреда доњих екстремитета, ручних зглобова или руку и леђа. Одбор за осигурање радника у савезној америчкој држави Алабама одобрио је контроверзни план да гојазни радници плаћају 25 долара сваког месеца уколико не предузму мере за смањење своје тежине и побољшају своје здравље. Ове мере се примењују од јануара 2010. и односе се на оне са вредностима БМИ већим од 35 kg/m² а који не успеју да постигну побољшање свог здравственог стања после годину дана.
Према неким истраживањима гојазне особе се теже запошљавају и мања је вероватноћа да ће добити унапређење на послу. Гојазни људи су такође мање плаћени од својих негојазних колега за исти посао. Гојазне жене зарађују у просеку 6% мање, а гојазни мушкарци 3% мање.
Одређене делатности, као што су ваздухопловство, здравство и прехрамбена индустрија, посебно су забринуте. Због пораста стопе гојазности ваздухопловне компаније се суочавају са већим трошковима горива, као и притиском да повећају ширину места за седење. У 2000. години сувишна тежина гојазних путника коштала је авио-компаније 275 милиона долара. Здравствена делатност је морала да инвестира у посебну опрему за манипулисање изузетно гојазним пацијентима, укључујући и специјалну опрему за подизање и баријатријска амбулантна возила. Трошкови за ресторане су порасли услед судских спорова због оптужби да изазивају гојазност. Конгрес Сједињених Држава је 2005. године расправљао о закону који би спречио покретање грађанских парница против прехрамбене индустрије, које се односе на гојазност; међутим, тај закон није усвојен.

### Прихватање величине
Основни циљ покрета прихватања гојазности је да се смањи дискриминација против људи који имају вишак килограма и гојазност. Међутим, неки у покрету такође покушавају да оспоре установљени однос између гојазности и негативних здравствених исхода.
Постоје бројне организације које промовишу прихватање гојазности. Порастао им је значај у другој половини 20. века. Национално удружење за напредније прихватање гојазних (НААФА) у САД је формирана 1969. године и описује се као организација за грађанска права посвећена окончању дискриминације величине. Ипак, активизам пунијих остаје маргинални покрет.
Међународна асоцијација прихватање величина (ИСАА) је невладина организација (НВО) која је основана 1997. године. Она има више од глобалне оријентације и описује своју мисију као промовисање прихватања величина и помагање да се оконча дискриминација везана за тежину. Ове групе се често залажу за признавање гојазности као инвалидитета под америчким законом Американци са инвалидитетом (АДА). Амерички правни систем, међутим, је одлучио да потенцијални здравствени трошкови премашују корист проширења овог антидискриминационог закона да покрије гојазности.

## Код кућних љубимаца
Гојазност код кућних љубимаца је уобичајена у многим земљама. Стопе прекомерне тежине и гојазности код паса у САД су у распону од 23% до 41%, са око 5,1% гојазних. Стопа гојазности код мачака је нешто већа, на нивоу 6,4%. У Аустралији стопа гојазности међу псима у ветеринарском окружењу је 7,6%. Ризик од гојазности код паса се односи на то, да ли су или не њихови власници гојазни, међутим, не постоји никаква слична корелација између мачака и њихових власника.